# Jabón de brea

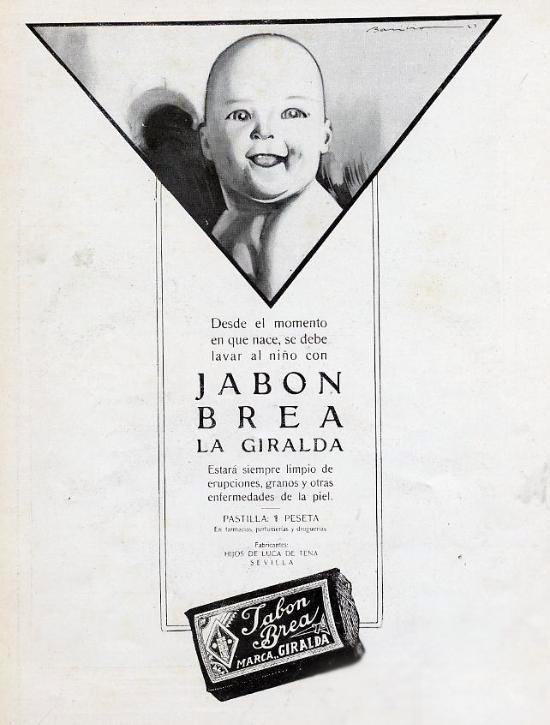
Jabón Brea La Giralda.

El Jabón de Brea es suave y emoliente, y tiene el color y el olor característicos de la brea.

## Composición
Este jabón está hecho a base de aceite de oliva, y lleva en su composición la brea de hulla natural.
Al Jabón de Brea también se le añaden aceites vegetales emolientes y curativos, de: 
- caléndula;
- jojoba;
- ricino;
- zanahorias.

También lleva aceites esenciales (por sus propiedades desinfectantes) de:
- árbol de té;
- citronella;
- clavo;
- eucalipto;
- limón.

## Utilización
El jabón de brea es recomendado para tratar:
- caspa;
- dermatitis  seborreica;
- eczema;
- psoriasis;
- y otros desórdenes de la piel.

## Historia
Los cosméticos basados en la brea, fueron muy populares en otros tiempos, en los que la variedad de jabones y champús se limitaban, fundamentalmente, a los de huevo y los de brea.  Hoy en día la variedad es mucho mayor, pero debido a sus propiedades, aún se comercializan champús y jabones usando, principalmente, Brea de pino y hulla natural.